# 84
84（八十四、はちじゅうし、はちじゅうよん、やそじあまりよつ）は自然数、また整数において、83の次で85の前の数である。

## 性質
- 84 は合成数であり、正の約数は 1, 2, 3, 4, 6, 7, 12, 14, 21, 28, 42, 84 である。
  - 約数の和は224。
    - 18番目の過剰数である。1つ前は80、次は88。
    - 約数の和が200を超えるのは84が一番小さい。
      - 19番目の高度過剰数である。1つ前は72、次は90。

  - 約数を12個もつ3番目の数である。1つ前は72、次は90。
  - 約数の積は351298031616。
    - 約数の積の値がそれ以前の数を上回る17番目の数である。1つ前は72、次は90。(オンライン整数列大辞典の数列 A034287)
- 84 = 1 + 3 + 6 + 10 + 15 + 21 + 28
  - 7番目の三角錐数である。1つ前は56、次は120。
  - 84 = 12 + 32 + 52 + 72
    - 4連続奇数の平方和で表せる最小の数である。次は164。(ただし負の数も含めると1つ前は36)
    - n = 2 のときの 1n + 3n + 5n + 7n の値とみたとき1つ前は16、次は496。(オンライン整数列大辞典の数列 A134006)
- 1/84 = 0.01190476… (下線部は循環節で長さは6)
  - 逆数が循環小数になる数で循環節が6になる17番目の数である。1つ前は78、次は91。
- 842 + 1 = 7057 であり、n2 + 1 の形で素数を生む17番目の数である。1つ前は74、次は90。
- 三辺の長さが 13, 14, 15 の三角形の面積は 84 である。
  - 3連続整数でできる三角形の面積が整数となる2番目の面積を表す数である。1つ前は 6 (a=3, b=4, c=5)、次は 1170 (a=51, b=52, c=53)。
- 84 = 41 + 42 + 43
  - a = 4 のときの a1 + a2 + a3 の値とみたとき1つ前は39、次は155。
  - 4の自然数乗の和とみたとき1つ前は20、次は340。
  - 84 = 22 + 42 + 82
    - 3つの平方数の和1通りで表せる39番目の数である。1つ前は82、次は88。(オンライン整数列大辞典の数列 A025321)
    - 異なる3つの平方数の和1通りで表せる26番目の数である。1つ前は83、次は91。(オンライン整数列大辞典の数列 A025339)
    - n = 2 のときの 2n + 4n + 8n の値とみたとき1つ前は14、次は584。(オンライン整数列大辞典の数列 A074535)
- √7000 に最も近い整数である。√7000 = 83.66600…。832 = 6889, 842 = 7056。
- 31番目のハーシャッド数である。1つ前は81、次は90。
  - 12を基としたとき2番目のハーシャッド数である。1つ前は48 、次は156 。
- 約数の和が84になる数は3個ある。(44, 65, 83) 約数の和3個で表せる5番目の数である。1つ前は60、次は90。
- 各位の和が12になる6番目の数である。1つ前は75、次は93。
- 各位の立方和が平方数になる10番目の数である。1つ前は48、次は88。(オンライン整数列大辞典の数列 A197039)
83 + 43 = 576 = 242
- 84 = 22 × 21
  - n = 2 のときの 2n × 21の値とみたとき1つ前は42、次は168。(オンライン整数列大辞典の数列 A175805)
  - 84 = 22 × 3 × 7
    - 3つの異なる素因数の積で p2 × q × r の形で表せる2番目の数である。1つ前は60、次は90。(オンライン整数列大辞典の数列 A085987)

  - 84 = 3 × 22 × (23 − 1)
    - n = 3 のときの 3 × 2n−1 × (2n − 1) の値である。1つ前は18、次は360。(オンライン整数列大辞典の数列 A103897)

  - 84 = 28 × 3
    - 完全数28の倍数である。1つ前は56、次は112。(オンライン整数列大辞典の数列 A135628)

  - 84 = 3 × 4 × 7
    - n = 3 のときの n(n + 1)(2n + 1) の値とみたとき1つ前は30、次は180。(オンライン整数列大辞典の数列 A055112)
- 84 = 34 + 3
  - n = 3 のときの n4 + n の値とみたとき1つ前は18、次は260。(オンライン整数列大辞典の数列 A091940)
  - n = 3 のときの n (nn + 1) の値とみたとき1つ前は1つ前は10、次は1028。(オンライン整数列大辞典の数列 A322406)
- n = 4 のときの 2n と n を並べてできる数である。1つ前は63、次は105。(オンライン整数列大辞典の数列 A235497)
- 84 = 102 − 16
  - n = 10 のときの n2 − 16 の値とみたとき1つ前は65、次は105。(オンライン整数列大辞典の数列 A028566)

## その他 84 に関連すること
- 原子番号 84 の元素は、ポロニウム (Po)。
- 第84代天皇は、順徳天皇。
- 第84代内閣総理大臣は、小渕恵三。
- 第84代ローマ教皇はセルギウス1世（在位：687年12月15日～701年9月9日）である。
- 国際電話国番号 84 は、ベトナム。
- バーコード規格、EAN の国コード84は、スペイン。
- 数学の有名な方程式、ディオファントスの墓碑銘と呼ばれる問題の解が 84。（ディオファントスという数学者の墓碑に彼の生涯についての問題があるというもの。問題を解くと、ディオファントスが84歳，彼の息子は42歳で亡くなったことが分かる。）
- クルアーンにおける第84番目のスーラは割れるである。
- 年始から数えて84日目は3月25日、閏年では3月24日。
- 画数が最大の漢字「たいと」の画数は、84画。
- '84とちぎ博は、宇都宮市で開催された地方博覧会。
- 定型郵便物の最小料金（25g以内）は84円である。（2019年10月1日より適用中）
- ハープーンミサイルの制式番号は 84。
- 第84戦闘飛行隊は、アメリカ海軍の飛行隊。
- F-84 は、アメリカで開発され西側各国で使用された戦闘機。
- M-84 は、ユーゴスラビアの戦車。
- T-84は、ウクライナの戦車。
- カナディア CL-84 は、カナダのVTOL実験機。
- 大日本帝国陸軍
  - 第84師団。
  - 歩兵第84連隊。
  - 四式戦闘機（疾風）の試作名称はキ84。